# Sulfat de bariu
Sulfatul de bariu este o sare a bariului cu acidul sulfuric cu formula chimică BaSO4. Este un precipitat insolubil care ajută la punere în evidență a anionului sulfat:
{\displaystyle \mathrm {BaCl_{2}+H_{2}SO_{4}\longrightarrow BaSO_{4}\downarrow +2HCl} }